# Lethrinus conchyliatus
Lethrinus conchyliatus är en fiskart som först beskrevs av Smith, 1959.  Lethrinus conchyliatus ingår i släktet Lethrinus och familjen Lethrinidae. IUCN kategoriserar arten globalt som livskraftig. Inga underarter finns listade i Catalogue of Life.